# Provincia de Çankırı
La provincia de Çankırı (en turco: Çankırı ili) es una de las 81 que componen Turquía. Tiene una superficie de 8411 km² y su capital es Çankırı.

## Geografía
El más importante río en la provincia de Çankırı es Kızılırmak. Aproximadamente 30 km del río, que tiene un caudal de 85 m³/s (metros cúbicos por segundo), permanece dentro de las fronteras de Çankırı y riega las tierras agrícolas en la región por donde pasa.